# ロビー活動
ロビー活動（ロビーかつどう、lobbying）とは、特定の主張を有する個人または団体が政府の政策に影響を及ぼすことを目的として行う私的な政治活動である。ロビイング、ロビーイングともいう。
議会の議員、政府の構成員、公務員などが対象となる。
ロビー活動を行う私的人物・集団はロビイスト（lobbyist）と称される。

## 概要
多くの企業および企業団体、利益団体あるいは国家や政府は、自身の利益に沿った主張を広めるためにロビイストを雇っている。ロビイストの活動の重点は、政策のアドボカシーやリサーチ、アドバイスだけにとどまらず、実際に行動に移し、実現化することにある。ロビイストは、政治家とは異なり民間の立場からあらゆる利益を代弁することができるため、様々な形で柔軟に活動することができる。シンクタンクは政治課題に関する研究成果をメディアに対し定期的に発表することで、その主張を普及させる。
ロビー活動は政府の政体にかかわらず、多くの国において存在している。政治腐敗を防止するため、一定の規制をもうけている国も多い。アメリカ合衆国においては、選挙において選出された公務員以外がロビー活動を行うには1946年に制定された連邦ロビイング統制法に基づき、ロビイストとしての登録をする必要がある。
ロビイストを雇用する団体は、多くの場合政治家への政治献金も同時に行っている。このため、ロビー活動が政治の腐敗と関係づけられることも多い。政治家が国民の主義主張ではなく、特定の後援者の利益に沿った政策を唱えることに批判がなされている。
ロビー活動のシステムの支持者は、「政治家が利益団体や選挙区の利益に沿った政策を唱えるのは理にかなっている。民主主義とはそのようなものである。ロビイストはその手助けをしているにすぎない」と主張している。また「議員や官僚は、当該案件について充分な知識を持っていないことが多い。専門知識を豊富に持つ業界側が、接点となるロビイストを通じて情報提供を行うことは当然であり、国家にとっても必要不可欠である」と主張している。また「議員や官僚は、当該案件の反対派のロビイストからも情報提供を受けるので、裁判所の対審構造と同じように機能している」と主張している。
上にあげたロビー活動の対象者に直接接触せず、世論を変化させることで政策を変更させようとする運動はアウトサイド・ロビー活動（outside lobbying）または草の根ロビー活動（grassroots lobbying）と言われる。一方で、政治家が草の根運動を装う自作自演行為は、アストロターフィング（人工芝運動）と称される。ただし、アストロターフ・ロビイング（人工芝ロビー活動）は、有権者が政治家に対して手紙やメールなどを大量に送りつけることを意味する。
近年の経済学的な研究によれば、ロビー活動は経済成長に悪影響を与える。ロンドン・スクール・オブ・エコノミクス教授のフィリップ・アギオンらの研究によれば、アメリカにおける近年の生産性の低下は、GAFAと呼ばれるような巨大IT企業があまりに大きな力を持つようになったために、ロビー活動とレントシーキング等を通じて、他企業の市場参入を阻害してきたことが原因である。また、ロビー活動はトップ1%の富裕層の所得シェアにも正の相関があり、所得の不平等の指標とされるジニ係数にも大きな正の相関がある。

## 由来
19世紀のアメリカで登場した言葉と見られている。
オックスフォード英語辞典では、ロビー（lobby）およびロビイスト（lobbyist）という単語の用法としてアメリカ合衆国が建国された時代における政治家の政治的影響力を挙げている。ロビー活動は1869年から1877年の期間に政府を率いたユリシーズ・S・グラント大統領の時代に本格化した。ヘビースモーカーであったがホワイトハウスでの喫煙を妻に禁止されていたグラントは、付近に存在するウィラード・ホテルのロビーで葉巻を楽しんでいた。彼がしばしばこの場所に出没することを知った関係者は、ニコチンの助けを借りて上機嫌な大統領への陳情をこのロビーで行うようになった。ロビー活動の語源はこれにあるとされる。

## 各国の事例

### 日本
日本において、ロビー活動は族議員など利権団体と政治家との癒着・買収の一形態というイメージが強く、有権者からは快く見られないことから、表立って行われることはなく、議員の事務所に陳情として行うことが一般的である。また議員側も政策実現のために関連する役所へのロビー活動を行っている。
ロビー活動には弁護士が多く関わっていることが指摘されているが、弁護士は基本的に依頼者の利益を実現するために動くのが業務であり、公のルール作りにまで踏み込むことに対し、公益性があるか、という弁護士倫理上の問題が指摘されている。政府の審議会等で、顧客の大手企業の意向を反映する「利益代表」となり得る懸念も指摘されている。
日本ではこれまでロビー活動に対する認知はきわめて低かったが、2007年の参議院議員選挙の結果生じた与野党のねじれ現象を契機に、ロビー活動に対する関心が次第に高まるにつれ、APCO、Weber Shandwick、Burson-Marstellar、永田町フォーラム、ユーロリンク・ジャパン、アジア・ストラテジー、シン・ニホン パブリックアフェアーズ、VOX Global、GR Japanなどのロビー活動を専門としている会社が登場している。断片的には、2008年の韓国通貨危機の際に、李明博韓国大統領から直接指示を受け権哲賢元駐日大使が、日本の政治家や政府高官などにロビー活動を展開し、スワップ協定を韓国に有利な形で締結させることに成功した旨が報道されたことがある。
ロビー活動専門会社「GRジャパン」はIR誘致に関連して、IR議連の議員のパーティに社長自ら参加したり、パーティ券を購入するなどを積極的に活動している。日本には米国のようなロビー活動に関する法規制が存在せず、議員秘書の中にはカジノに関する情報をリークした見返りと称して、パーティ券の束をロビイストの事務所において行ったり、高級飲食店で接待を受ける者もいる。
官僚も同様で、2014年にカジノ推進のために国交省や財務省などの職員からなる検討チームの官僚が2015年9月にラスベガスを視察した際には、MGMのホテルに宿泊して問題視された。
日本漫画家協会は不健全図書の名称変更のためにロビー活動を行い、2024年に実現させた。
民間企業においてはメルカリが経済産業省で通商交渉などを担当していた官僚をロビイストとして雇用しており、政府に対して自社に有利な政策の提言を行っている。

### アメリカ合衆国
アメリカ合衆国のロビイストはアメリカ合衆国上院、下院、行政府を対象として行動し、政府、州政府、地方政府、裁判所に影響を与えることを目的としている。ロビイストの中には法案の起草を行う者も存在する。およそ3万人のロビイストが存在すると言われ、法律でロビイストとしての登録を行うことが義務付けられている。
アメリカでは高級官僚や退役した軍の高官が関連団体において実権のあるポストにつき、ロビー活動で影響力を行使するという問題が指摘されている。さらに政府の諮問委員会などで『民間の有識者』として再び政治的決定に関与したり、政界に再転出する例もある。このように政府と民間企業の出入りを繰り返す行為が回転ドアを何度もくぐる様子に似ているため「リボルビング・ドア」と呼ばれている。
2005年7月に市民団体パブリック・シチズンは『議会からK街への旅路』（"The Journey from Congress to K Street"）と題するレポートを発表した（K街はワシントンD.C. にある、シンクタンクやロビイストのオフィスが集まる通り）。ロビー活動公開法、外国代理人登録法の規制の下で提出されたロビイスト登録文書を分析したこの報告書は、1998年以後に退職した議員198名のうち 43% がロビイストに登録していることを明らかにした。ワシントン・ポスト紙はこのレポートに関して、ロビー活動に対する議員たちの態度が変化している事実を反映していると述べている。同紙によると、議員がロビイストになることは多くの議員自身にとって20年前には考えられなかったことであり、またそうした情勢の中でもロビイストに転化した元議員は怠惰であることが多く敬遠されていたと述べている。
レポートではロビイストの代表例として、1999年に下院議長の有力候補となりながら、セックス・スキャンダルに見舞われ議員を辞任したボブ・リヴィングストンをあげている。辞任後に彼が設立したロビー会社は創業から6年間で年間4000万ドルもの売り上げを上げる企業に成長した。彼が妻とともに政治活動委員会（PAC; Political Action Committee）を通じて行った献金は50万ドルにも上るとされる。
2005年には共和党系のロビイストであるジャック・エイブラモフを巡るスキャンダルが発生し、ジョージ・W・ブッシュ大統領の弾劾まで口にされるほどの騒ぎに発展している。エイブラモフはネイティブ・アメリカンの補助金横領、アフリカの複数の国家元首とブッシュ大統領の会談をセットした謝礼として、数百万ドルを要求したことなど複数の疑惑が取りざたされている。
議員とロビイストの関係に批判が集まる事態を受けて民主党のラス・ファインゴールド議員は上院、下院のフロア、ジムなどへの立ち入りを認めていた前議員の特権を廃止することを提案している。1998年から2014年にかけて製薬/健康製品産業は2位の保険業界の50％弱多くロビイングに使った。
日本の地方自治体関係では、2015年に沖縄県が株式会社沖縄県ワシントン事務所を設立。アメリカ軍普天間飛行場の名護市辺野古への移設反対などを伝えるロビー活動を展開した例がある。2023年までに駐在職員らが政府関係者や連邦議会議員、有識者ら約5800人と基地問題などについて面談や意見交換を行った。
ウクライナ・ロビー
ウクライナのウォロディミル・ゼレンスキー大統領は、正式には10337号法案として知られる待望のロビー活動に関する立法に署名した。

#### イスラエル・ロビー
イスラエルは、政界・財界を始めとしたアメリカ合衆国社会にユダヤ系アメリカ人が多い事もあって、イスラエル・ロビーがアメリカ合衆国の政策決定に多大な影響力を有する。特に、国際連合安全保障理事会におけるイスラエルに不利な決議案を、アメリカ合衆国に拒否権を発動させ葬る例が多い。
なお、“ユダヤ・ロビー”との表現は陰謀論を指す。

#### ロビー団体・企業
ロビー団体は、主に業界団体、主義・主張を同じくする団体などが中心であったが、21世紀においてはロビー活動と企業経営コンサルティングの境界が不明瞭になりつつあり複雑化。いわゆる大手企業においても複数のロビー団体やコンサルティング企業と契約する状況が生まれている。
- ポール・ブラスウェイト・オブ・フェデラル・ストラテジーズ
- ジョシュ・ホーリー・オブ・ホーリー・ストラテジーズ
- エイキン・ガンプ・ストラウス・ハウアー・アンド・フェルド
- スクワイヤ・パットン・ボグズ

### 欧州連合
1999年の時点で欧州委員会は次のような数字をあげている。
- 約3000の利益団体がブリュッセルに存在し、そこで雇用されている人数は10,000名ほどになる。それに対しアメリカ合衆国においては2005年時点で議会へのロビー活動に限ると 35000 名のロビイストが登録されている。
- 50の団体は国または地域を代表したロビー活動を行っている。

## ロビー活動・ロビイストを扱った作品

### 映画
- 『スミス都へ行く』（1939年、アメリカ）
- 『キューティ・ブロンド/ハッピーMAX』（2003年、アメリカ）
- 『サンキュー・スモーキング』（2006年、アメリカ）
- 『国会ロビイスト 関組長』 （2009年、関義友の活動を追った越智弘二監督のドキュメンタリー作品）
- 『ハゲタカ』（2009年）
- 『リンカーン』（2012年、アメリカ）
- 『女神の見えざる手』（2016年、アメリカ・フランス）

### 書籍
- 『ロビイストからの警告―アメリカの野望の中の日本』（岸田治子著、2008年4月集英社刊）

### ドラマ
- K Street (ケィ ストリート) （2003年、アメリカ）
- ロビイスト （2007年、韓国）
- ハウス・オブ・カード 野望の階段 （2013年、アメリカ）